# Chrysina clypealis
Chrysina clypealis är en skalbaggsart som beskrevs av Rothschildt och Jordan 1894. Chrysina clypealis ingår i släktet Chrysina och familjen Rutelidae. Inga underarter finns listade i Catalogue of Life.